# David Kimutai Too
David Kimutai Too (ur. 23 sierpnia 1968 – zm. 31 stycznia 2008) – kenijski polityk Pomarańczowego Ruchu Demokratycznego (ODM). Został zastrzelony podczas zamieszek po wyborach przez policjanta.